# Параметр неопределённости
Параметр неопределённости U (англ. uncertainty parameter) — параметр, введённый Центром малых планет для количественного описания неопределённости вычисленной возмущённой орбиты для малой планеты. Параметр представляет собой значение в логарифмической шкале от 0 до 9, соответствующее дуге неопределённости средней аномалии малой планеты после 10 лет обращения по орбите. Параметр неопределённости также называют condition code на сайте JPL Small-Body Database Browser. Значение U не следует использовать как величину, предсказывающую неопределённость будущего движения околоземных объектов.

## Неопределённость орбиты
| Объект              | Параметр неопределённости в базе JPL | Неопределённость расстояния до Солнца в январе 2018 года (JPL Horizins) | Ссылки |
| ------------------- | ------------------------------------ | ----------------------------------------------------------------------- | ------ |
| 2013 BL76           | 1                                    | ±40 тысяч км                                                            | JPL    |
| (20000) Варуна      | 2                                    | ±140 тысяч км                                                           | JPL    |
| (19521) Хаос        | 3                                    | ±840 тысяч км                                                           | JPL    |
| (15807) 1994 GV9    | 4                                    | ±1,4 млн км                                                             | JPL    |
| (160256) 2002 PD149 | 5                                    | ±8,2 млн км                                                             | JPL    |
| 1999 DH8            | 6                                    | ±70 млн км                                                              | JPL    |
| 1999 CQ153          | 7                                    | ±190 млн км                                                             | JPL    |
| 1995 KJ1            | 9                                    | ±590 млн км                                                             | JPL    |
| 1995 GJ             | 9                                    | ±1,6 млрд км                                                            | JPL    |

Неопределённость орбиты связана с несколькими параметрами, используемыми в процессе определения орбиты, включая количество наблюдений (измерений), период времени, охватываемый наблюдениями (дуга наблюдения), тип наблюдений (наблюдения на радаре, в оптике), геометрия наблюдений. Из перечисленных выше параметров время, охватываемое наблюдениями, сильнее всего влияет на неопределённость орбиты.
Такие объекты как 1995 SN55 с параметром неопределённости E (ненулевой эксцентриситет орбиты) считаются потерянными. 2010 GZ60 обладает параметром неопределённости 9, при этом он может быть как угрожающим Земле астероидом, так и оставаться в пределах пояса астероидов.

## Вычисление
Параметр U вычисляется в два этапа. Сначала вычисляется разность {\displaystyle r} в секундах дуги между наблюдаемыми и вычисленными положениями объекта, экстраполированными на десять лет:
{\displaystyle r=\left(\Delta \tau \cdot e+10\cdot {\frac {\Delta P}{P}}\right)\cdot 3600\cdot 3\cdot {\frac {k_{o}}{P}},}
где
| {\displaystyle \Delta \tau } | неопределённость времени прохождения перигелия, в сутках                                                                   |
| {\displaystyle e}            | Эксцентриситет определённой орбиты                                                                                         |
| {\displaystyle P}            | орбитальный период, в годах                                                                                                |
| {\displaystyle \Delta P}     | неопределённость периода обращения, в сутках                                                                               |
| {\displaystyle k_{o}}        | {\displaystyle 0{,}01720209895\cdot {\frac {180^{\circ }}{\pi }}}, гравитационная постоянная Гаусса, выраженная в градусах |

Затем полученное значение {\displaystyle r} переводится в параметр неопределённости U, являющийся целым числом от 0 до 9. Результат вычислений может оказаться меньше 0 или больше 9, в таких случаях всё же указывают 0 или 9. Например, по состоянию на 10 сентября 2016 года Церера обладала формально вычисленным параметром неопределённости −2,6, но указывалось минимальное значение 0. Формула для усечения полученных формальных значений U такова:
{\displaystyle U=\min \left(9,\max \left(0,\left\lfloor 9\cdot {\frac {\lg r}{\lg 648000}}\right\rfloor +1\right)\right)}
648 000 — количество угловых секунд в половине окружности, поэтому значение больше 9 означает, что мы не можем определить местоположение объекта через 10 лет.

График функции U(r)

| U | Сдвиг по долготе за десятилетие          |
| - | ---------------------------------------- |
| 0 | < 1,0 угловой секунды                    |
| 1 | 1,0–4,4 угловой секунды                  |
| 2 | 4,4–19,6 угловых секунд                  |
| 3 | 19,6 угловых секунд – 1,4 угловой минуты |
| 4 | 1,4–6,4 угловой минуты                   |
| 5 | 6,4–28 угловых минут                     |
| 6 | 28 угловых минут – 2,1°                  |
| 7 | 2,1°–9,2°                                |
| 8 | 9,2°–41°                                 |
| 9 | > 41°                                    |